# Xavier Bosch i Sancho

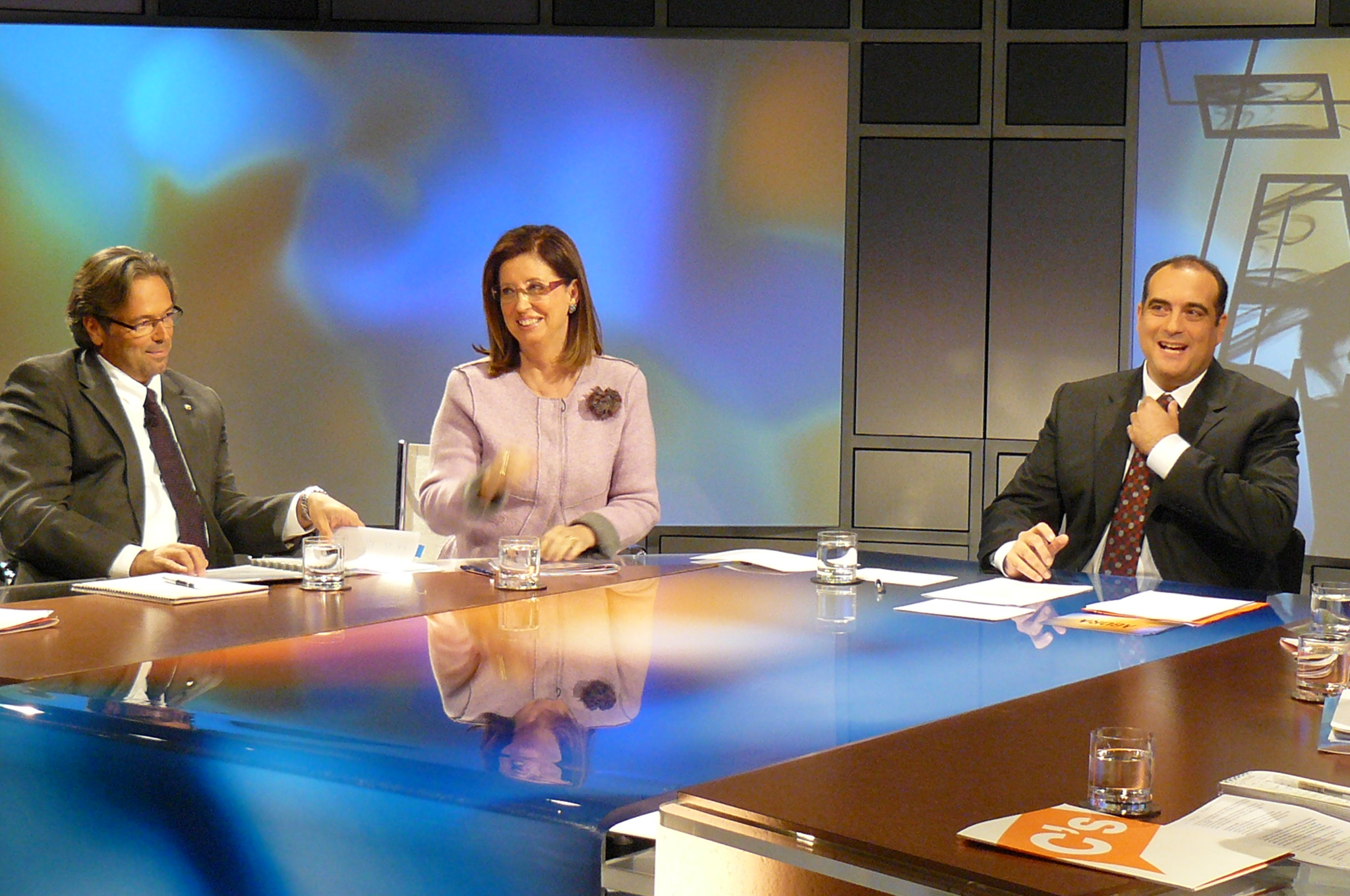
Xavier Bosch (rechts) als Moderator des Programms „Àgora“ (2009)

Xavier Bosch i Sancho (* 21. Juli 1967 in Barcelona, Katalonien) ist ein spanischer Journalist, Schriftsteller und TV-Produzent, der auf Katalanisch schreibt.

## Leben und Wirken
Bosch studierte Informationswissenschaften an der Autonomen Universität Barcelona. Zusammen mit Antoni Bassas begann er seine Karriere als Radioproduzent mit dem humorvollen Programm Alguna pregunta més („Gibt es noch weitere Fragen?“, 1994–1997), für das mit den Ondas-Preis ausgezeichnet wurde. 
Im Jahr 2000 wurde er Direktor des Radiosenders RAC-1. Im April 2007 erhielt sein Programm El món a RAC-1 („die Welt bei RAC-1“) den Preis für das beste Radioprogramm des Vereins Associació Catalunya Ràdio. Laut dem Jurybericht ist es ihm gelungen „in sehr kurzer Zeit mit einem von hoher Präzision und schönem Humor geprägten Programm eine hohe Einschaltquote zu erhalten.“
Weiter schrieb er unter anderem als Sport-Journalist für La Vanguardia und El Mundo Deportivo. Von 2007 bis 2008 war er Direktor der Tageszeitung Avui. Im Jahr 2010 war er einer der Initiatoren der neuen Tageszeitung Ara, in der er eine feste Kolumne hat.
Als Schriftsteller debütierte er im Jahr 1992 mit dem Roman Jo, el simolses. Die Trilogie mit autobiographischem Hintergrund über den fiktiven Journalisten Dani Santana, Se Sabrà tot (2010), Homes d’honor (2012) und Eufòria (2014) gehören zu seinen bekanntesten Werken. Im Roman Algú com tu (2015) verlässt er die Welt der Journalistik und schlägt ein neues Thema auf: Liebe, Tod, Freude und Begeisterung.
Er arbeitet ebenfalls für TV3, unter anderem mit dem Programm Un tomb per la Vida („Eine Wende für das Leben“) (1993/1994), das Programm Aquest Anys, Cent über das hundertjährige Jubiläum des Fußballvereins Barça und von 2009 bis 2013 als Moderator für das Interviewprogramm Àgora.

## Werke
Romane und Erzählungen
- Jo, el simolses Barcelona (1992)
- La màgia dels reis (1994)
- Estimat diari (1996)
- Vicis domèstics (1998)
- Die Trilogie mit autobiografischem Einschlag über den fiktiven Journalisten Dani Santana:
  - Se sabrà tot (2010)
  - Homes d’honor (2012)
  - Eufòria (2014)
- Algú com tu (2015)
- Nosaltres dos (2017)
- Paraules que tu entendràs (2019)
- La dona de la seva vida (2021)

Theater
- El culékulé (1996)

## Preise
- 2009: Premi Sant Jordi de novel·la mit Se sabrà tot [4][5]
- 2015: Premi Ramon Llull mit Algú com tu [6]